# Puig Sanoguera
El Puig Sanoguera  és una muntanya de 1.029 metres que es troba entre els municipis d'Albanyà, a la comarca de l'Alt Empordà i de Montagut i Oix, a la comarca catalana de la Garrotxa.